# Дженніфер Кросс
Дженніфер Кросс (англ. Jennifer Cross; 4 липня 1992, Скарборо) — канадська волейболістка. Володар Кубка претендентів 2019 року серед національних збірних і Кубка виклику 2021 року серед європейських клубів. Була капітаном збірної Канади.

## Із біографії
Вивчала біомеханіку в Університеті Мічигану. Одночасно виступала за студентську волейбольну команду «Wolverines». Півфіналіст чемпіонату Національної асоціації студентського спорту 2012 року.
Кольори національної збірної захищає з 2012 року. У 2019 році її команда стала переможницею Кубка претендентів і здобула путівку до Ліги націй. Учасниця чемпіонату світу 2022 року.
Володар Кубка виклику Європейської конфедерації волейболу у складі стамбульського клубу «Yeşilyurt». У фіналі переграли румунську «Альбу-Блаж».

## Клуби
| Роки      | Команди                   |
| --------- | ------------------------- |
| 2014—2015 | «Енгельгольм»             |
| 2015—2017 | «Дрезднер 1898» (Дрезден) |
| 2017—2018 | УТЕ (Будапешт)            |
| 2018—2020 | «Мариця» (Пловдив)        |
| 2020—2021 | «Yeşilyurt» (Стамбул)     |
| 2021—2022 | «Панатінаїкос» (Афіни)    |
| 2022—2023 | «Рапід» (Бухарест)        |
| 2022—2023 | «Панатінаїкос» (Афіни)    |

## Досягнення
У збірній
Кубок претендентів
- Перше місце (1): 2019

У клубах
Кубок виклику ЄКВ
- Перше місце (1): 2021

Чемпіонат Швеції
- Перше місце (1): 2015

Кубок Швеції
- Перше місце (1): 2015

Чемпіонат Німеччини
- Перше місце (1): 2016

Кубок Німеччини
- Перше місце (1): 2016

Чемпіонат Болгарії
- Перше місце (2): 2019, 2020

Кубок Болгарії
- Перше місце (1): 2019

Чемпіонат Греції
- Перше місце (2): 2022, 2023

Кубок Греції
- Перше місце (1): 2022

## Статистика
Статистика виступів на чемпіонаті світу:
| Рік  | Турнір          | Ігри | Сети | Очки | Ср. | Місце | Примітки |
| ---- | --------------- | ---- | ---- | ---- | --- | ----- | -------- |
| 2022 | Чемпіонат світу | 9    | 33   | 31   | ,   | 10    |          |

## Галерея

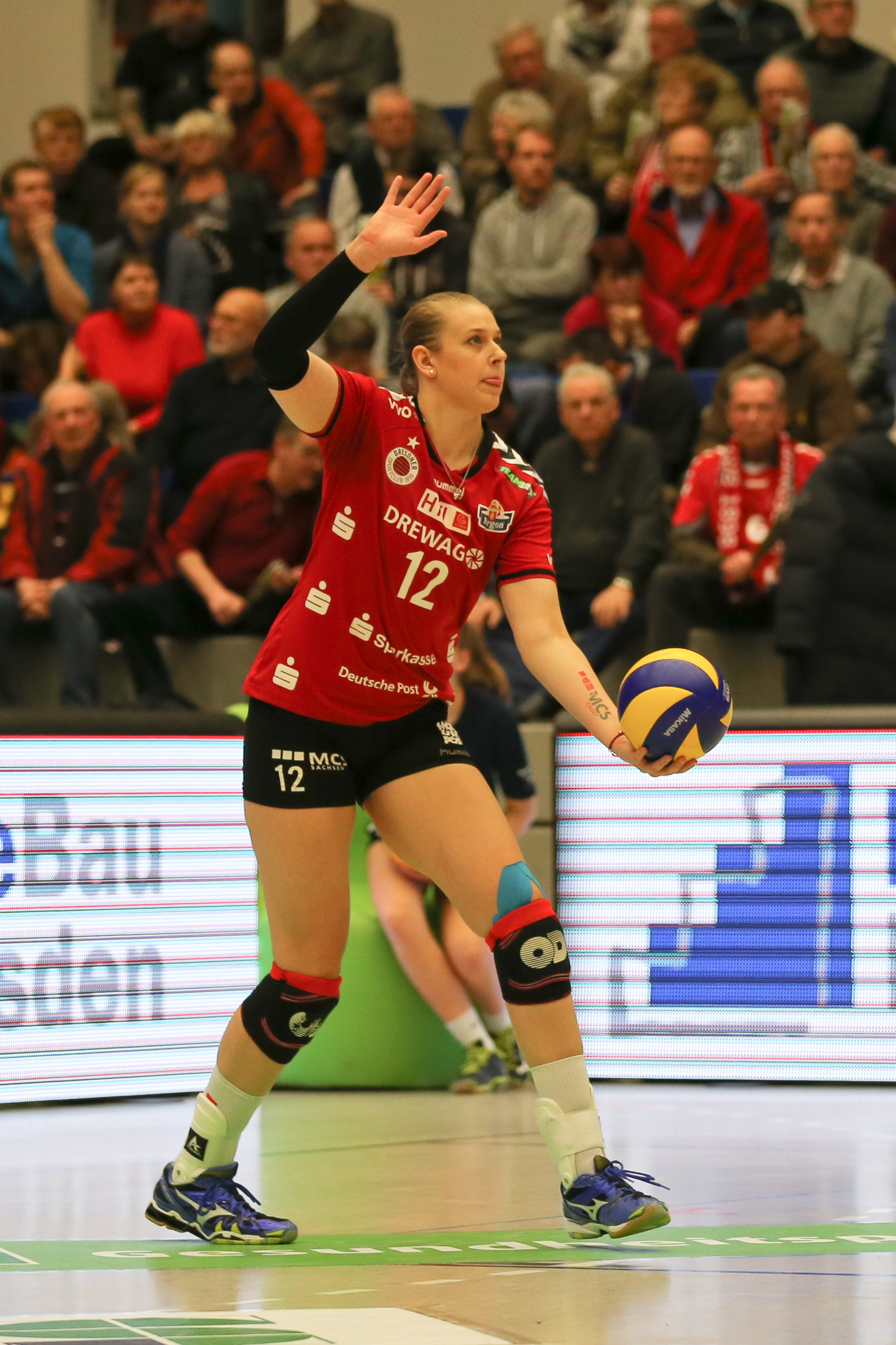
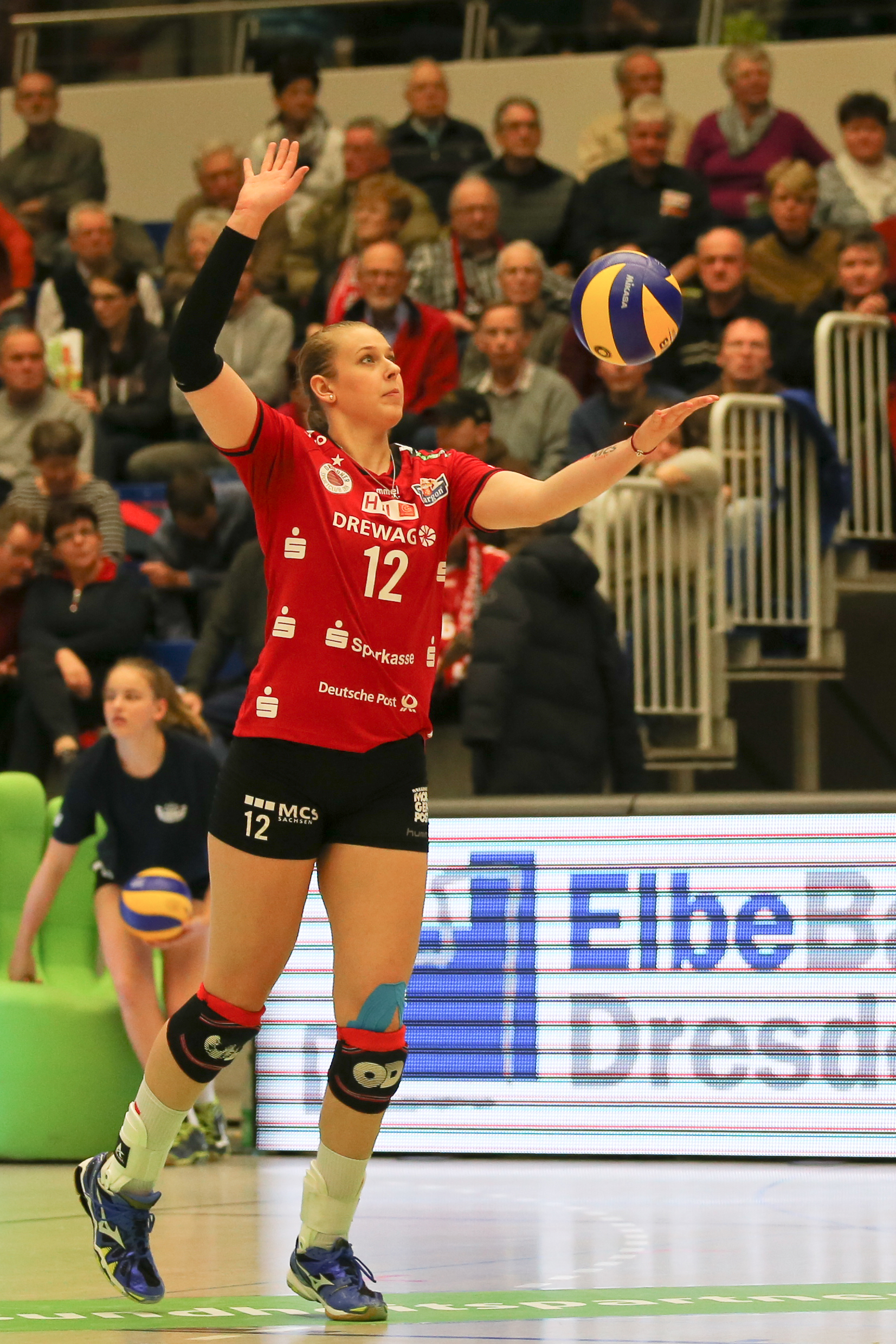